# Délion (Béotie)
 (janvier 2017).
Si vous disposez d'ouvrages ou d'articles de référence ou si vous connaissez des sites web de qualité traitant du thème abordé ici, merci de compléter l'article en donnant les références utiles à sa vérifiabilité et en les liant à la section « Notes et références ».
Délion (en grec ancien Δήλιον / Dêlion) est une ville de la côte de Béotie, située face à l'Eubée, près de la frontière de l'Attique.

## Histoire
Fondée par des colons de Tanagra, elle abrite un sanctuaire d'Apollon similaire à celui de Délos, d'où son nom. Au cours de la guerre du Péloponnèse, elle est le théâtre d'une importante bataille qui voit les Thébains vaincre les Athéniens (-424).